# خوسيه فرنانديز (سياسي)
خوسيه فرنانديز (بالإسبانية: José Fernández Madrid) (و. 1789 – 1830 م) هو سياسي، وصحفي، ودبلوماسي، وكاتب، وطبيب كولومبي، ولد في كارتاهينا، توفي في لندن، عن عمر يناهز 41 عاماً.

## مناصب
تولى منصب رئيس، مقاطعات غرناطة الجديدة المتحدة (1814–1815)
.

## التعليم
تعلم في Universidad del Rosario (Colombia) ‏، وتعلم في جامعة هافانا
.